# Rejon dunajowski
Rejon dunajowski (ukr. Дунаївський район) – dawna jednostka administracyjna podziału administracyjnego Ukraińskiej Socjalistycznej Republiki Radzieckiej w Związku Socjalistycznych Republik Radzieckich w 1940 roku. Należał do obwodu lwowskiego. Siedziba władz rejonu znajdowała się w Dunajowie.
Rejon dunajowski został utworzony 17 stycznia 1940 na podstawie dekretu Prezydium Rady Najwyższej USRR o podziale na rejony zachodnich obwodów USRR, kiedy to w obwodzie lwowskim utworzono 37 rejonów, między innymi dunajowski. Rejon objął  obszary zniesionych gmin Dunajów, Janczyn i Remizowce. Obszary te należały przed wojną do powiatów: przemyślańskiego (Dunajów, Janczyn) i złoczowskiego (Remizowce)  w województwie tarnopolskim.
7 marca 1940 do rejonu dunajowskiego przyłączono miasto Pomorzany oraz miejscowości Bohutyn, Bubszczany, Machnowce, Nestiuki i Torhów z rejonu zborowskiego w obwodzie tarnopolskim, po czym rejon dunajowski zniesiono, przenosząc siedzibę z Dunajowa do Pomorzan i przekształcając go w rejon pomorzański w obwodzie lwowskim.